# Cannonball (Supertramp)
Cannonball is een lied van Supertramp en eerste nummer van het album Brother Where You Bound. Er zijn diverse versies van het nummer; de kortste daarvan verscheen op single, andere versies zijn te vinden op het album en 12"-single (tijd 7:42) en de B-kant van de 12"-single (tijd 10 minuten; geheel instrumentaal). 
Het nummer is gecomponeerd door keyboardspeler Rick Davies in g mineur. Het nummer was de laatste single van Supertramp die de top 40 in de Verenigde Staten bereikte. Men dacht dat Davies een uithaal deed naar oud-Supertrampcollega Roger Hodgson ("You're tellin' lies, so don't you criticize, Yeah I got used, all messed up and abused"), Davies ontkende dat.

## Bezetting
- Rick Davies: piano, synthesizers, zang
- John Helliwell: saxofoon
- Bob Siebenberg: drums
- Dougie Thomson: basgitaar
- Marty Walsh: gitaar
- Doug Wintz: trombone

## Hitnoteringen
| Positie | 37 | 35 | 37 | uit |

| Cannonball in de Nederlandse Single Top 100 -- binnen: 01-06-1985 | Cannonball in de Nederlandse Single Top 100 -- binnen: 01-06-1985 | Cannonball in de Nederlandse Single Top 100 -- binnen: 01-06-1985 | Cannonball in de Nederlandse Single Top 100 -- binnen: 01-06-1985 | Cannonball in de Nederlandse Single Top 100 -- binnen: 01-06-1985 | Cannonball in de Nederlandse Single Top 100 -- binnen: 01-06-1985 | Cannonball in de Nederlandse Single Top 100 -- binnen: 01-06-1985 | Cannonball in de Nederlandse Single Top 100 -- binnen: 01-06-1985 | Cannonball in de Nederlandse Single Top 100 -- binnen: 01-06-1985 |
| Week                                                              | 22                                                                | 23                                                                | 24                                                                | 25                                                                | 26                                                                | 27                                                                | 28                                                                |                                                                   |
| ----------------------------------------------------------------- | ----------------------------------------------------------------- | ----------------------------------------------------------------- | ----------------------------------------------------------------- | ----------------------------------------------------------------- | ----------------------------------------------------------------- | ----------------------------------------------------------------- | ----------------------------------------------------------------- | ----------------------------------------------------------------- |
| Positie                                                           | 39                                                                | 46                                                                | 49                                                                | 40                                                                | 41                                                                | 41                                                                | 45                                                                | uit                                                               |

### NPO Radio 2 Top 2000
Cannonball stond alleen in 2000 in de NPO Radio 2 Top 2000, op plek 880.